# Stenaspidius allsoppi
Stenaspidius allsoppi är en skalbaggsart som beskrevs av Henry Fuller Howden 1975. Stenaspidius allsoppi ingår i släktet Stenaspidius och familjen Bolboceratidae. Inga underarter finns listade i Catalogue of Life.